# Université Blaise-Pascal
L'université Blaise-Pascal (UBP, selon les décrets université Clermont-Ferrand 2) était un établissement d'enseignement supérieur français ayant existé entre 1976 et 2016. Elle a fusionné le 1er janvier 2017 avec l'université d'Auvergne (Clermont-Ferrand 1) pour donner naissance à l’université Clermont-Auvergne.

## Histoire
De fortes divergences notamment politiques sont intervenues dans l'application de la réforme de 1969 (loi Faure) mais ce n'est qu'en 1976 que l'université clermontoise unique s'est scindée en deux établissements distincts, l’université Clermont-Ferrand 2 récupérant les lettres, les sciences humaines ainsi que les sciences exactes, les sciences naturelles et la technologie, Clermont-Ferrand 1 conservant quant à elle le droit, l'économie, la médecine et un IUT.
En 1987, à une majorité de 44 voix, l'université prend le nom de Blaise Pascal en l'honneur du savant clermontois, les deux autres propositions Teilhard de Chardin et Fernand Raynaud ayant obtenu respectivement 28 et 6 voix.
Après la scission, les relations entre les deux universités ont été timides voire inexistantes, mais la situation s'est progressivement améliorée. Au cours des années 2000 les deux établissements se sont sensiblement rapprochés, collaborant sur quelques formations et élaborant un plan quadriennal commun. En mai 2008 le pôle de recherche et d'enseignement supérieur Clermont Université a regroupé l'université d'Auvergne (UdA), l'université Blaise-Pascal (UBP), l'École nationale d'ingénieurs des travaux agricoles de Clermont-Ferrand (ENITA), l'École nationale supérieure de chimie de Clermont-Ferrand (ENSCCF) et l'Institut français de mécanique avancée (IFMA), pour assurer la visibilité et l'attractivité du site universitaire clermontois à l'échelle internationale.
Entre 2007 et 2009, l'université a construit le centre des langues et du multimédia (CLM), sur le site Carnot, à l'angle des rues Paul-Collomp et d'Amboise. Le CLM accueille le service commun des langues vivantes, le service universitaire des étudiants étrangers et le centre d'enseignement à distance, entre autres.
L'université d'Auvergne et l'université Blaise-Pascal fusionnent en 2017 pour former l'université Clermont Auvergne.

### Présidences
| Identité                            | Période | Période       | Durée |
| Identité                            | Début   | Fin           | Durée |
| ----------------------------------- | ------- | ------------- | ----- |
| Pierre Cabanes (1930 - 2023)        | 1977    | 1982          | 5 ans |
| Jacques Fontaine (d) (né en 1942)   | 1982    | 1987          | 5 ans |
| Christian Boutin (d)                | 1987    | 1992          | 5 ans |
| Jean-Marc Monteil (d) (né en 1947)  | 1992    | 1997          | 5 ans |
| Jacques Fontaine (d) (né en 1942)   | 1997    | 2002          | 5 ans |
| Albert Odouard (d) (né en 1941)     | 2002    | 2006          | 4 ans |
| Nadine Lavignotte (d) (née en 1955) | 2006    | 2012          | 6 ans |
| Mathias Bernard (né en 1969)        | 2012    | 2016 (fusion) | 4 ans |

## Composantes
L'université comprend :
- Cinq unités de formation et de recherche (UFR) :
  - Langues appliquées, Commerce et Communication (LACC), sur le site Carnot,
  - Lettres, Langues et Sciences humaines (LLSH), sur le site Gergovia,
  - Psychologie, Sciences sociales et Sciences de l'éducation, sur le site Carnot,
  - Sciences et technologies (ST), au campus des Cézeaux,
  - Sciences et techniques des activités physiques et sportives (STAPS), au campus des Cézeaux ;
- Trois Instituts et écoles d'ingénieurs :
  - Institut supérieur d'informatique, de modélisation et de leurs applications (ISIMA),
  - École supérieure du professorat et de l'éducation Clermont Auvergne,
  - Polytech Clermont-Ferrand ;
- L'Institut universitaire de technologie de Montluçon ;
- L'Observatoire de physique du globe de Clermont-Ferrand (OPGC).

## Sites

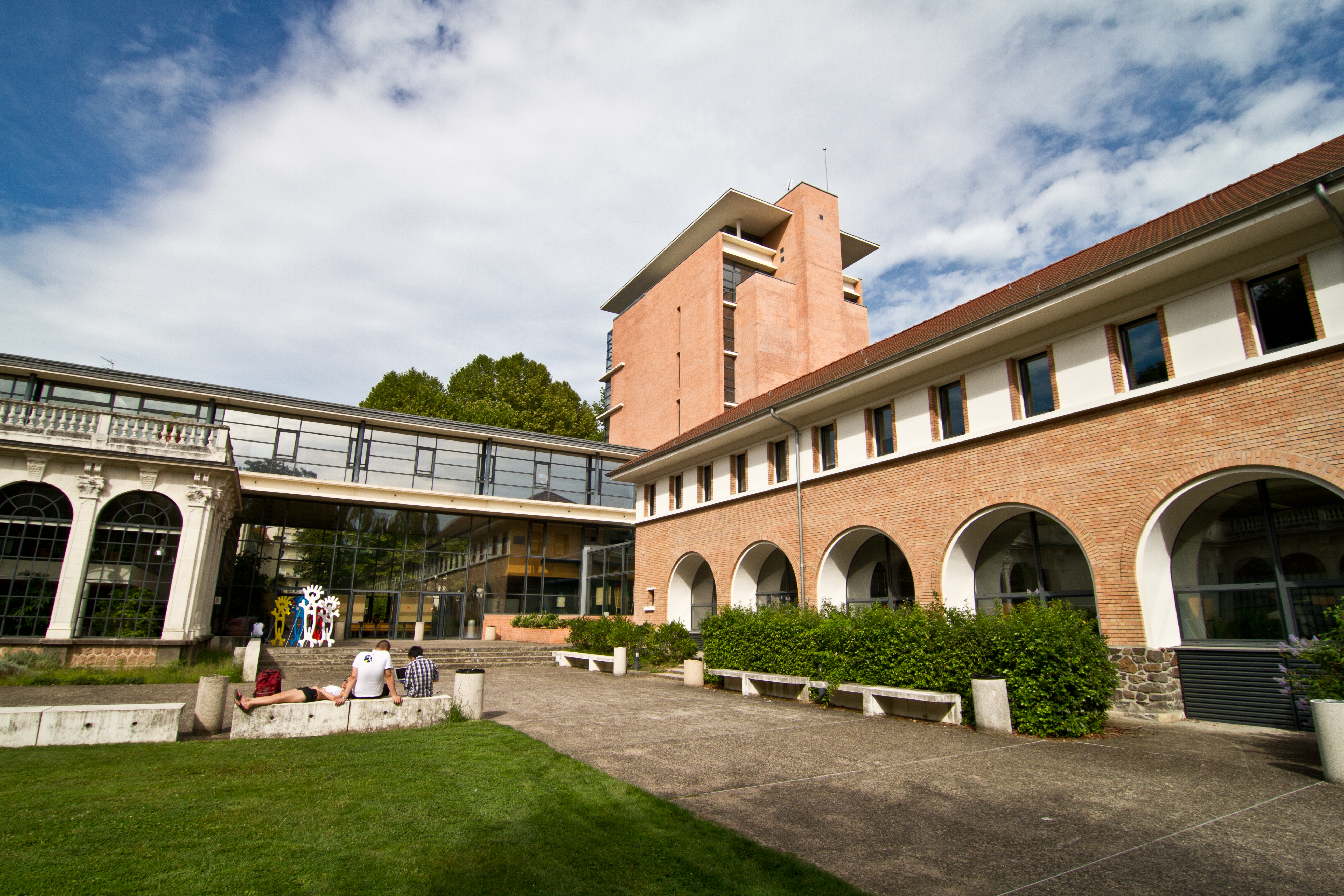
Pole Lardy de Vichy.

L'université est composée de plusieurs sites :
- Carnot, siège de l'université (45° 46′ 34″ N, 3° 05′ 33″ E) ;
- le centre des langues et du multimédia (45° 46′ 29″ N, 3° 05′ 31″ E) ;
- Des formations en Multimédia, en Commerce International, et en Management au pôle Lardy à Vichy ;
- Gergovia (45° 46′ 18″ N, 3° 05′ 28″ E) ;
- le campus des Cézeaux, à Aubière ;
- l'ESPÉ d'Auvergne (ex-IUFM), à Chamalières (45° 46′ 15″ N, 3° 04′ 24″ E).

## Presses universitaires Blaise-Pascal
Créées en 1999, les PUBP sont les presses de l'université Blaise-Pascal. Elles sont actuellement gérées dans le cadre de la Maison des sciences de l'homme (MSH).
Elles ont prioritairement vocation à faire connaître et à diffuser les travaux de recherche menés par les équipes et Centres de recherche de l'UFR Lettres, Langues et Sciences humaines de l'université Blaise-Pascal (Clermont-II), mais peuvent aussi accueillir, dans leurs différentes collections, des publications proposées par des équipes ou des chercheurs extérieurs à l'UBP.
Elles assurent ainsi la mission de développement de la culture et de la diffusion des connaissances et des résultats de la recherche que la loi du 26 janvier 1984 (article 7) reconnaît aux universités.

## Formation et recherche

### Recherche
Les articles scientifiques de niveau recherche, publiés ou non, et de thèses, émanant des laboratoires de l'université Clermont-Ferrand-II sont disponibles en ligne sur HAL : site d'archives ouvertes du CNRS.

## Vie étudiante

### Évolution démographique
| 1989   | 1990   | 1991   | 1992   | 1993   | 2000   | 2001   | 2002   |
| ------ | ------ | ------ | ------ | ------ | ------ | ------ | ------ |
| 10 990 | 12 241 | 13 492 | 14 704 | 15 745 | 15 182 | 14 760 | 14 979 |

| 2003   | 2004   | 2005   | 2006   | 2007   | 2008   | 2009   | 2010   |
| ------ | ------ | ------ | ------ | ------ | ------ | ------ | ------ |
| 15 192 | 14 807 | 14 226 | 13 833 | 12 967 | 13 408 | 13 880 | 14 021 |

| 2011   | 2012   | 2013   | 2014   | 2015   | - | - | - |
| ------ | ------ | ------ | ------ | ------ | - | - | - |
| 14 578 | 14 543 | 15 112 | 14 496 | 15 037 | - | - | - |

## Personnalités liées à l'université
Cette section concerne les personnalités liées à l'université Blaise-Pascal, donc de 1976 à 2016. Voir aussi les personnalités liées aux universités de Clermont-Ferrand, d'Auvergne et Clermont-Auvergne.

### Enseignants
- Mathias Bernard (1969-), dernier président de l'université (2012-2016)[30],[31]
- Colette Bodelot (1954-), professeur de langue et littérature latines
- Pierre Chuvin (1943-2016)
- Jacques Droz (1909-1998)
- Jean Didier (1932-2013)
- Jacques Kornprobst (1937-)
- Roland Goigoux (1958-), professeur spécialiste de l'enseignement de la lecture
- Frédéric Trément (1966-), archéologue
- Anne Zink (1935-), professeur d'histoire moderne

### Site officiel
1. ↑  « Ouverture du Centre des langues et du multimédia », 16 septembre 2009 (consulté le 3 octobre 2014).
2. ↑  « UFR et écoles » (consulté le 16 septembre 2016).

### Autres sources
1. 1 2  Décret no 76-242 du 16 mars 1976 portant création de deux universités dans l'académie de Clermont-Ferrand.
2. 1 2  Décret no 2016-1217 du 13 septembre 2016 portant création de l'université Clermont Auvergne.
3. 1 2  « 6.6. La population universitaire par établissement et académie » [xls], Repères et références statistiques sur les enseignements, la formation et la recherche, Direction de l'évaluation, de la prospective et de la performance, 2016 (consulté le 16 septembre 2016).
4. ↑  Jacques Fontaine, « L’Université Clermont II devient l’Université Blaise Pascal », Courrier du Centre International Blaise-Pascal, no 8,‎ 1986, p. 3 (ISSN 0249-6674, lire en ligne, consulté le 17 mars 2022).
5. ↑  « M. Christian Boutin nouveau président de l'université Blaise-Pascal à Clermont-Ferrand », Le Monde,‎ 5 mai 1987 (ISSN 0395-2037, lire en ligne, consulté le 21 mars 2022).
6. ↑  Jérôme Fenoglio, Le Monde (journal quotidien), Société éditrice du Monde, Paris, consulté le 25 avril 2024.
7. ↑  Jérôme Fenoglio, Le Monde (journal quotidien), Société éditrice du Monde, Paris, consulté le 25 avril 2024.
8. ↑  Jérôme Fenoglio, Le Monde (journal quotidien), Société éditrice du Monde, Paris, consulté le 25 avril 2024.
9. ↑  Jérôme Fenoglio, Le Monde (journal quotidien), Société éditrice du Monde, Paris, consulté le 25 avril 2024.
10. ↑  « https://www.aefinfo.fr/depeche/435237-albert-odouard-nouveau-president-de-luniversite-clermont-ferrand-ii-blaise-pascal »
11. ↑  « https://www.lamontagne.fr/clermont-ferrand-63000/actualites/pourquoi-nadine-lavignotte-ne-se-representera-pas-a-la-presidence-de-l-universite-blaise-pascal_169475/ »
12. ↑  « https://france3-regions.francetvinfo.fr/auvergne-rhone-alpes/puy-de-dome/clermont-ferrand/mathias-bernard-universite-clermont-auvergne-doit-rayonner-echelle-nationale-internationale-1156571.html »
13. ↑  Presses universitaires Blaise Pascal
14. 1 2 3 4 5  Dagognet et Duranton 1994, p. 27.
15. ↑  Jean-Richard Cytermann (dir.), Repères et références statistiques sur les enseignements, la formation et la recherche, Imprimerie nationale, 2001 (lire en ligne [PDF]), p. 161, consulté le 10 août 2010.
16. ↑  Jean-Richard Cytermann (dir.), Repères et références statistiques sur les enseignements, la formation et la recherche, Imprimerie nationale, 2002 (ISBN 2-11-092152-8, lire en ligne [PDF]), p. 159, consulté le 10 août 2010.
17. ↑  Claudine Peretti (dir.), Repères et références statistiques sur les enseignements, la formation et la recherche, Imprimerie nationale, 2003 (ISBN 2-11-093455-7, lire en ligne [PDF]), p. 155, consulté le 10 août 2010.
18. ↑  Claudine Peretti (dir.), Repères et références statistiques sur les enseignements, la formation et la recherche, Imprimerie nationale, 2004 (ISBN 2-11-094345-9, lire en ligne [PDF]), p. 159, consulté le 10 août 2010.
19. ↑  Claudine Peretti (dir.), Repères et références statistiques sur les enseignements, la formation et la recherche, Imprimerie nationale, 2005 (ISBN 2-11-095390-X, lire en ligne [PDF]), p. 175, consulté le 10 août 2010.
20. ↑  Repères et références statistiques sur les enseignements, la formation et la recherche, Imprimerie nationale, 2006 (lire en ligne [PDF]), p. 179, consulté le 10 août 2010.
21. ↑  Repères et références statistiques sur les enseignements, la formation et la recherche, Imprimerie nationale, 2007 (lire en ligne [PDF]), p. 181, consulté le 10 août 2010.
22. ↑  Repères et références statistiques sur les enseignements, la formation et la recherche, Imprimerie nationale, 2008 (lire en ligne [PDF]), p. 173, consulté le 10 août 2010.
23. ↑  Daniel Vitry (dir.), Repères et références statistiques sur les enseignements, la formation et la recherche, Imprimerie moderne de l'Est, 2009 (ISBN 978-2-11-097805-9, lire en ligne [PDF]), p. 175, consulté le 10 août 2010.
24. ↑  Michel Quéré (dir.), Repères et références statistiques sur les enseignements, la formation et la recherche, Imprimerie moderne de l'Est, 2010 (ISBN 978-2-11-097819-6, lire en ligne [PDF]), p. 173, consulté le 17 septembre 2010.
25. ↑  Michel Quéré (dir.), Repères et références statistiques sur les enseignements, la formation et la recherche, Imprimerie moderne de l'Est, 2011 (ISBN 978-2-11-097810-3, lire en ligne [PDF]), p. 175, consulté le 16 septembre 2016.
26. ↑  Michel Quéré (dir.), Repères et références statistiques sur les enseignements, la formation et la recherche, Imprimerie moderne de l'Est, 2012 (ISBN 978-2-11-099368-7, lire en ligne [PDF]), p. 177, consulté le 16 septembre 2016.
27. ↑  Catherine Moisan, Repères et références statistiques sur les enseignements, la formation et la recherche, Direction de l'évaluation, de la prospective et de la performance, 2013 (ISBN 978-2-11-099382-3, lire en ligne [PDF]), p. 179, consulté le 16 septembre 2016.
28. ↑  Catherine Moisan, Repères et références statistiques sur les enseignements, la formation et la recherche, Direction de l'évaluation, de la prospective et de la performance, 2014 (ISBN 978-2-11-138622-8, lire en ligne [PDF]), p. 179, consulté le 16 septembre 2016.
29. ↑  Catherine Moisan, Repères et références statistiques sur les enseignements, la formation et la recherche, Direction de l'évaluation, de la prospective et de la performance, 2015 (ISBN 978-2-11-139145-1, lire en ligne [PDF]), p. 173, consulté le 16 septembre 2016.
30. ↑  « Mathias Bernard élu Président de l'Université », Université Blaise-Pascal, 22 mars 2012 (consulté le 23 mars 2012)
31. ↑  Roland Seguy, « Mathias Bernard, de doyen à président », La Montagne,‎ 23 mars 2012